# Mehmed Uzun
Mehmed Uzun, född 1953 i Siverek, Şanlıurfa i sydöstra Turkiet, död 11 oktober 2007 i Diyarbakir i Turkiet , var en kurdisk-svensk författare och debattör. Åren 1979–1981 var han redaktör för den kurdiska tidskriften Rizgariya Kurdistané och 1989 kulturredaktör för tidskriften Kurdistan Press. Uzun debuterade som författare 1985. Han var medlem i Sveriges Författarförbund och medlem av redaktionsrådet för tidskriften 90-tal. Han fick 1994 Prins Wilhelm-priset och 2002 Svenska Akademiens pris. 
Mehmed Uzun blev åtalad av den turkiska staten för separatism och fick ett omfattande stöd från olika personer och organisationer i Sverige. Han blev sedermera friad i turkisk domstol 20 april 2002. Han fick ett inofficiellt erkännande i Turkiet när det den 17 februari 2007 anordnades en konferens om hans böcker på Bilgiuniversitetet i Istanbul där han själv deltog.
Uzun var bosatt i Sverige i 28 år. Efter att länge ha bott i Sundbyberg flyttade han i slutet av sitt liv tillbaka till sin hemstad Diyarbakir i Turkiet, i den norra delen av det etniska Kurdistan.